# Mikel Dufrenne
Mikel Dufrenne (Clermont, 9 de febrero de 1910 – París, 10 de junio de 1995) fue un filósofo francés. Profesor de la Universidad de París-Nanterre, Dufrenne ha abordado principalmente la estética, desde un punto de vista fenomenológico de influencia neomarxista.
En su principal obra, Fenomenología de la experiencia estética (1953), analiza la diferencia entre los objetos estéticos y el mundo circundante, encontrando que la única diferencia estriba en el “mundo expresado” de cada objeto, es decir, su personalidad inherente. El objeto estético no posee ningún valor por sí mismo, sino en el acto subjetivo de su percepción por parte del espectador. Asimismo, debe ser percibido de forma intrínseca, separada del sujeto que lo percibe. La obra de arte es fiel reflejo de la naturaleza que la origina, el artista solo puede desvelarla partiendo de sus cualidades intrínsecas. Así, el arte expresa “lo real en su verdad”, es decir, no en su forma física o en la que lo elaboramos mentalmente, sino en la esencia del objeto que reproduce.

## Influencia
En 1975 apareció una obra colectiva en homenaje a Dufrenne titulada «Hacia una estética sin obstáculos» —en francés: Vers une esthétique sans entrave—, y que reunió las contribuciones de Olivier Revault d'Allonnes, Clémence Ramnoux, René Passeron, Bernard Teyssèdre, Jean-François Lyotard, Pierre Sansot, Liliane Brion, Gilbert Lascault y Roland Barthes.

## Obras
- Art et politique, U.G.E., París, 1974
- Esthetique et philosophie
- Karl Jaspers et la philosophie de l’existence, París, 1947
- La Notion d’a priori, PUF, París, 1959
- Le Poétique, PUF, París, 1963
- L’inventaire des a priori: recherche de l’originaire, C. Bourgois, París, 1981
- L’œil et l’oreille
- Phénoménologie de l’expérience esthétique, 1953
- Pour l’homme, Seuil, París, 1968
- Subversion, perversion, PUF, París, 1977